# سیارک ۳۵۲۲۲
سیارک ۳۵۲۲۲ (به انگلیسی: 35222 Delbarrio، نامگذاری:1994XD6) سی و پنج هزار و دویست و بیست و دومین سیارک کشف شده‌است که در ۴ دسامبر ۱۹۹۴ کشف شد.